# Conophytum devium
Conophytum devium är en isörtsväxtart. Conophytum devium ingår i släktet Conophytum, och familjen isörtsväxter.

## Underarter
Arten delas in i följande underarter:
- C. d. devium
- C. d. stiriiferum